# Conque
Pour les articles homonymes, voir Conque (homonymie).
Taxons concernés
- Busycon
- Charonia lampas
- Charonia tritonis
- Etritonium gigas
- Lobatus
- Strombusmodifier

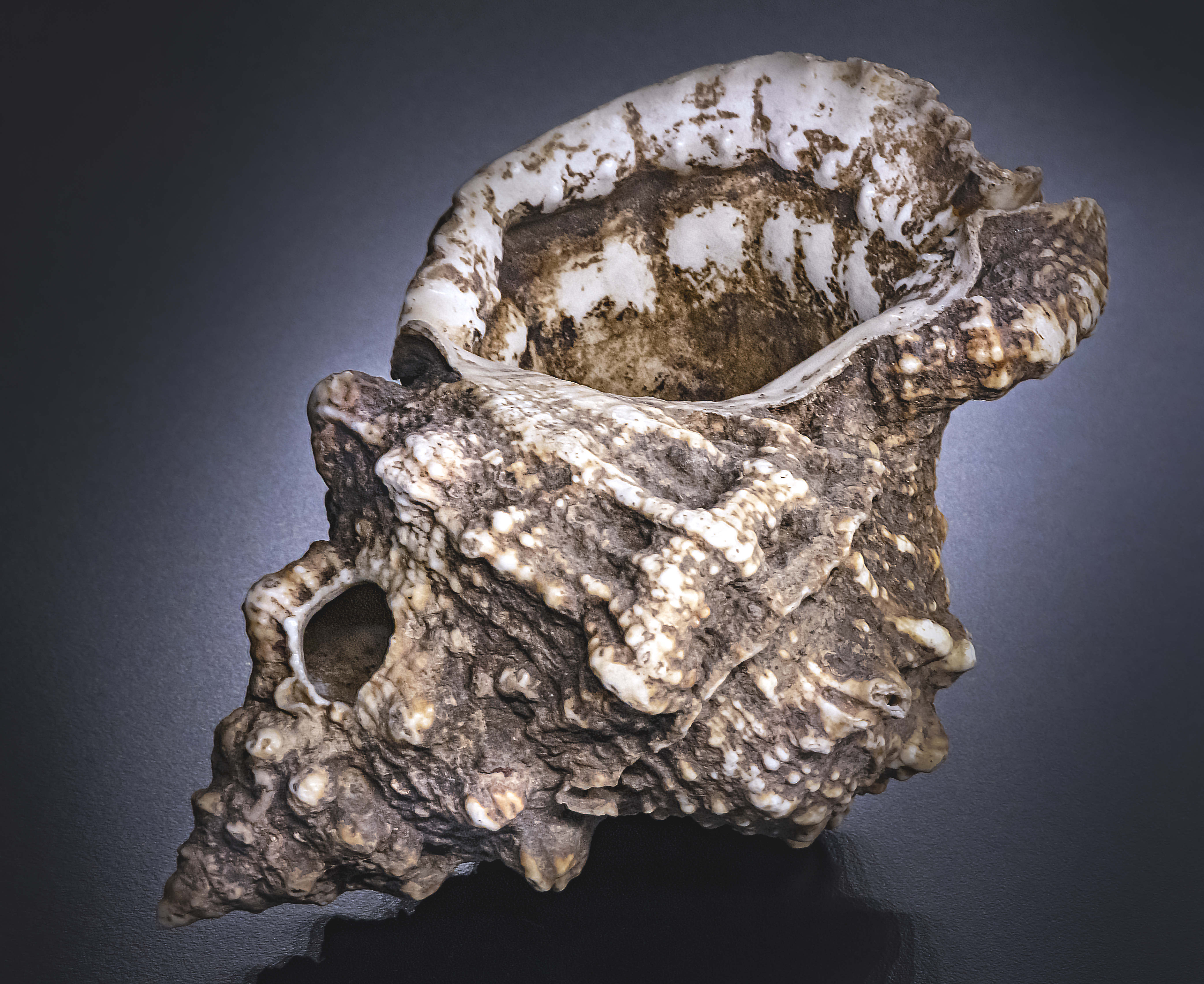
Conque d'appel, antsiva. Madagascar. Etritonium gigas, percé sur le côté.
Muséum de Toulouse.

La conque est une coquille de divers mollusques gastéropodes qui est utilisée comme instrument de musique à vent. Ce son est vieux de 18 000 ans. Selon des recherches, une analyse au carbone 14 a révélé qu'il s'agissait du premier instrument à vent de ce type. Après avoir percé la coquille d'un trou, sur la pointe ou sur un côté, l'instrumentiste y souffle pour produire des sons selon le même principe que la trompe de chasse ou la corne. C'est l'un des plus anciens instruments de musique qui nous soient parvenus, comme le montre l’exemplaire de la conque de Marsoulas du Magdalénien, conservé au Muséum de Toulouse.

## Noms locaux de conques
- Antsiva (Madagascar)
- Bucio (îles Canaries)
- Conchiglia (Italie)
- Conque (France)
- Cornard (Bretagne)
- Culombu (Corse)
- Dungkar (Tibet)
- Fotutu (Cuba)
- Horagai (Japon)
- Lambi (Antilles)
- Lapinka (Golfe Persique)
- Nagak (Corée)
- Pu (Tahiti)
- Pu toka (Hawaï)
- Pututu ou Pututo (Andes)
- Saing (Cambodge)
- Sak (Sri Lanka)

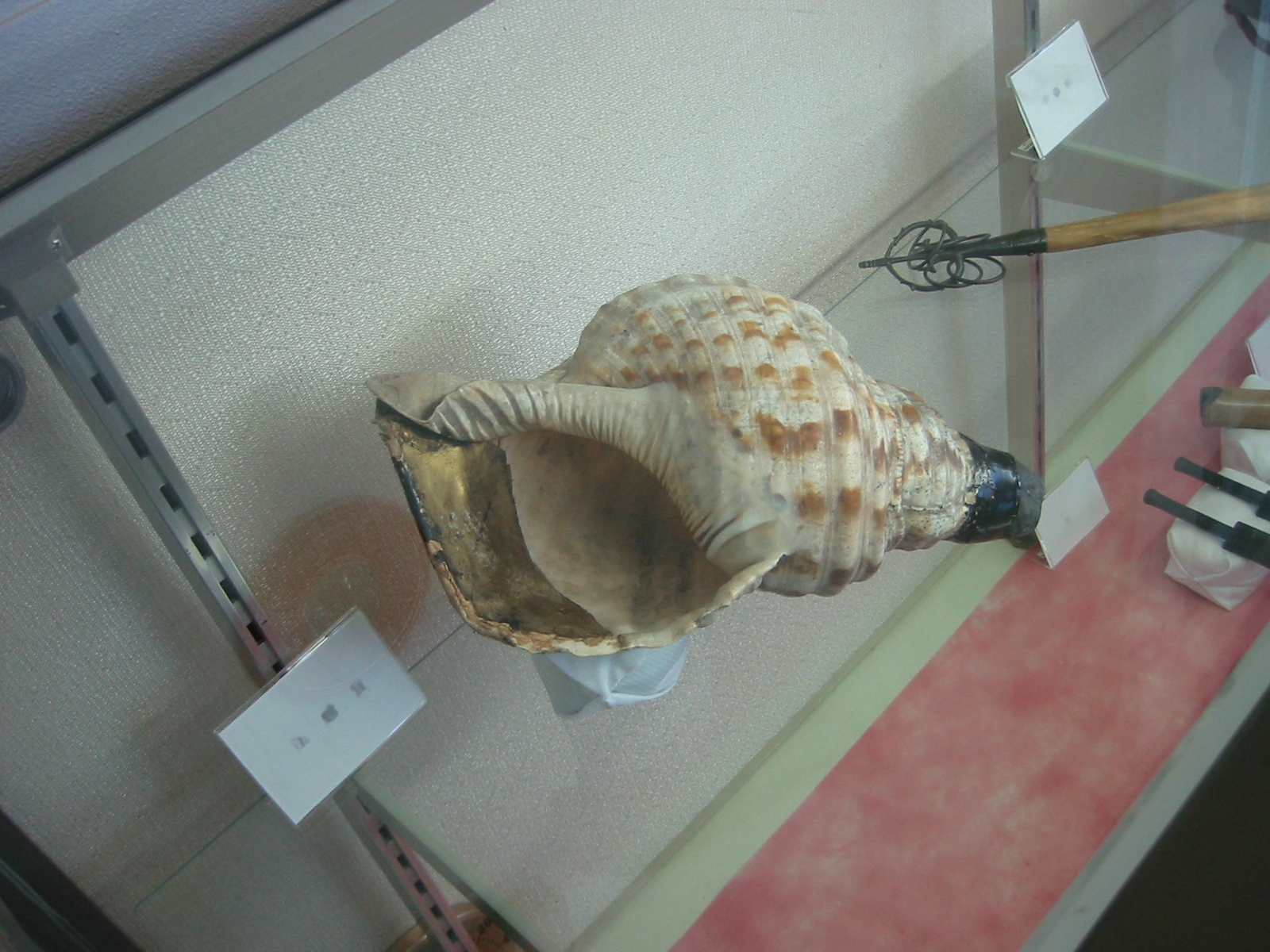
Conque japonaise, percée sur la pointe.

- Schneckentrompete/Schneckenhorn (Allemagne)
- Shankha (Inde)
- Shelltrumpet/Conchtrumpet (USA/Angleterre)
- Tofa (Sicile)
- Toutoute (Nouvelle-Calédonie)
- Yim (Oman)
- Yet (Sénégal)

## Jeu
Il est possible d'obtenir plusieurs tons en bouchant plus ou moins le pavillon avec la main ou plusieurs doigts, ainsi que, sur certains modèles, des octaves et harmoniques. Certains modèles rares sont également dotés de perforations dans la spire du coquillage, obturées ou libérées par les doigts du sonneur, ce qui permet un jeu plus rapide et une plus grande variété de tons.

## Usages
Traditionnellement, c'est un instrument en usage dans de nombreux rites religieux - voir par exemple, shankha dans l'hindouisme.
Certains musiciens actuels l'utilisent également, tels Sébastien Llado, Jef Sicard ou Stéphane Belmondo (jazz) ou encore Patrick Vaillant (album La Bela Naissença), sans oublier le tromboniste de jazz Steve Turre et ses amis. Le musicien Pierre Estève pratique une archéologie musicale expérimentale qui fait un usage important des conques. 